# Ингиерд Гуннарсдоттер
Ингиерд Гуннарсдоттер (швед. Ingierd Gunnarsdotter; ок. 1601—1686, Хёглунда) — шведская певица, исполнительница баллад.

## Биография и творчество
О происхождении Ингиерд Гуннарсдоттер ничего не известно, включая дату и место её рождения. Предполагается, что она родилась в 1601 или 1602 году. Известно, что она была женой Свена, крестьянина из Хёглунды (швед. Höglunda). У супругов было по меньшей мере четверо детей. Один из них, Юнас Свенссон, был полковым писцом (впоследствии он был повышен до офицера), и именно благодаря его умению читать и писать имя Ингиерд Гуннарсдоттер осталось в памяти потомков.
Во второй половине XVII века шведская Коллегия старины (швед. Antikvitetskollegiet, ныне Riksantikvarieämbetet — Совет по сохранению национального наследия) начала собирать информацию об истории страны, в том числе старинные песни, которые ранее передавались лишь из уст в уста. Делалось это из патриотических соображений, с целью создать образ Швеции как великой державы. Секретарь коллегии, Юхан Хадорф (Johan Hadorph), прослышал, что в Люрестаде живёт певица с исключительно богатым репертуаром. Ходили слухи, что она знает балладу о битве под Леной 1208 года, в которой шведы нанесли поражение датчанам. Он связался с Юнасом Свенссоном, который предоставил ему записи некоторых песен своей матери. Затем к делу подключился Магнус Габриэль Делагарди, который направил к Ингиерд своего секретаря Эрика Спаррмана. Ингиерд, однако, отказывалась петь, и Спаррману пришлось приходить к ней несколько раз. Только когда ей пообещали вознаграждение, она согласилась исполнить несколько песен.
Спаррман в письме к Делагарди утверждал, что Ингиерд знает более 300 старинных песен. В коллегию старины, однако, попало лишь около пятидесяти баллад, в основном записанных её сыном. Вдобавок некоторые были записаны дважды, трижды и даже четырежды, с небольшими различиями. Тем не менее, именно благодаря Ингиерд удалось сохранить ряд старинных шведских баллад.
Ингиерд Гуннарсдоттер умерла в Хёглунде в 1686 году, а три года спустя умер её сын.